# Граццано-Бадольо
Граццано-Бадольо (итал. Grazzano Badoglio) — коммуна в Италии, располагается в регионе Пьемонт, в провинции Асти.
Население составляет 629 человек (2008 г.), плотность населения составляет 60 чел./км². Занимает площадь 10 км². Почтовый индекс — 14035. Телефонный код — 0141.
Покровителями коммуны почитаются святые Виктор и Корона. Праздник ежегодно празднуется 14 мая.

## Демография
Динамика населения:

## Администрация коммуны
- Официальный сайт: